# Bắc Sơn, An Dương
Bắc Sơn là một xã thuộc huyện An Dương, thành phố Hải Phòng, Việt Nam.

## Địa lý
Xã Bắc Sơn nằm ở trung tâm của huyện An Dương, có vị trí địa lý:
- Phía đông giáp xã Nam Sơn
- Phía tây giáp xã Hồng Phong và xã Lê Lợi
- Phía nam giáp thị trấn An Dương và xã Lê Lợi
- Phía bắc giáp xã Tân Tiến.

Xã Bắc Sơn có diện tích 4,67 km², dân số năm 2022 là 10.136 người, mật độ dân số đạt 2.170 người/km².

## Hành chính
Xã Bắc Sơn được chia thành 2 thôn: Hà Liên, Quỳnh Lâu.

## Lịch sử
Trải qua hàng nghìn năm nhiều triều đại được mang nhiều tên khác nhau: Đào Xá Phường, Mai Khê Thôn, Hà Liên Trang, xã Hà Liên, Hà Liễn gồm các làng Thượng và làng Hạ và sau này thêm làng Quỳnh Lâu đều thuộc huyện Thủy Đường, phủ Kinh Môn, lộ Hải Dương.
Đến thế kỷ 19, xã Bắc Sơn có tên là xã Hà Liên thuộc tổng Song Mai, huyện Thủy Đường, phủ Kinh Môn, trấn Hải Dương.
Trước năm 1945, xã Hà Liên thuộc tổng Song Mai, huyện An Dương, tỉnh Kiến An.
Tháng 8 năm 1945 đến tháng 4 năm 1950, xã Hà Liên thuộc huyện An Dương, tỉnh Kiến An.
Tháng 12 năm 1955, thành lập xã Bắc Sơn trên cơ sở 3 xã: Hà Liên, Quỳnh Cách, Phan Trinh và thôn Vật Cách Thượng của xã Ái Quốc.
Đầu năm 1956, chia xã Bắc Sơn thành xã Bắc Sơn và xã Nam Sơn.
Xã Bắc Sơn còn lại 2 thôn: Hà Liên, Quỳnh Lâu được chia thành 5 thôn: Đông Hà, Tây Hà, Nam Hà, Bắc Hà, Quỳnh Lâu.
Ngày 7 tháng 4 năm 1966, Chính phủ ban hành Quyết định số 67-CP về việc thành lập huyện An Hải trên cơ sở huyện An Dương và huyện Hải An. Khi đó, xã Bắc Sơn thuộc huyện An Hải.
Năm 1990, xã Bắc Sơn chia lại 5 thôn: Đông Hà, Tây Hà, Nam Hà, Bắc Hà, Quỳnh Lâu thành 6 thôn: 1, 2, 3, 4, 5, 6.
Ngày 20 tháng 12 năm 2002, Chính phủ ban hành Nghị định số 106/2002/NĐ-CP về việc chuyển xã Bắc Sơn thuộc huyện An Hải về huyện An Dương mới đổi tên quản lý.
Năm 2022, xã Bắc Sơn có 2 thôn: Hà Liên, Quỳnh Lâu.